# Moder Angelica
Moder Angelica (Mother Mary Angelica of the Annunciation), född Rita Antoinette Rizzo den 20 april 1923 i Canton, Ohio, död 27 mars 2016 i Hanceville, Alabama, var en amerikansk katolsk nunna och grundare till TV-kanalen Eternal Word Television Network (EWTN).
Rita Antoinette Rizzo föddes i Canton, Ohio som enda barnet i en italiensk-amerikansk familj. Fadern lämnade familjen tidigt och Rita växte upp under fattiga förhållanden.
En viktig händelse i hennes religiösa liv inträffade 1943, då hon upplevde att Gud botat henne från svåra magsmärtor. 1944 gick hon i kloster. 1945 blev hon novis i Sankta Klaras orden under sitt nya namn och titel, Sister Mary Angelica of the Annunciation. Hon avlade sina klosterlöften i Ohio 1953. 1963 var hon med att grunda klostret Our Lady of the Angels i Irondale, Alabama.
Angelica började under 1960-talet skriva småskrifter om olika religiösa ämnen. Hon blev inbjuden att hålla föredrag på olika platser och ledde även ett radioprogram, "Journey Into Scripture". Hennes första bok, Journey Into Prayer, gavs ut 1972. Hon producerade även videoband och syntes i kristen TV. 1980 konverterade hon klostrets garage till en TV-studio, vilket blev början till Eternal Word Television Network (EWTN) som lanserades den 15 augusti 1981. Där ledde hon bland annat programmet Mother Angelica Live. I 20 år ledde hon EWTN innan hon drog sig tillbaka till det stilla klosterlivet 2001 efter att ha drabbats av stroke och andra hälsobesvär.